# 松岡直右衛門
松岡 直右衛門（まつおか なおえもん、1836年3月25日（天保7年2月9日） - 1901年（明治34年）11月2日）は　明治時代の農民で品種改良家。稲の品種改良に成功して、収穫量の多い竹成米を完成させた。三重県三重郡菰野町の複数の農業名門家系の模範となった。

## 年譜
松岡直右衛門は、1836年（天保7年）に、菰野藩領だった朝明郡音羽村の農家の吉原友右衛門の5男として生まれた.1854年（安政元年）19歳のときに菰野藩竹成村の松岡家の婿養子となる。
養子に入った菰野の松岡家は農家の家系であった。戦国時代に付近の桑名市で豪族だった北勢四十八家の松岡家は同じ松岡一族である。農民として所有したのは、田んぼの広さは1町余りの中農で、畑の広さは茶畑など6反余りであった。幕末から明治維新で近代化された後の1874年（明治7年）に生まれ故郷の三重県三重郡菰野町で稲の品種改良に取り組み、収穫量が多く品質の良い「竹成米」を完成させた。
直右衛門の妻は内田家から嫁いできた『絹』という女性で夫婦の間には3男3女の6人の子供が誕生した。1891年（明治24年）に後継者だった長男の松岡直吉が若くして病死した。
1901年（明治34年）11月2日に66歳で死没した。子孫は今も遺業を守っていると参考文献に記述されている。。

## 竹成米
直右衛門の家は先祖代々の農家であり農業を営んでいたが、農業発展のために信念を持ち竹成の風土に合う稲を作り出したいと思考した。1848年（嘉永元年）に中菰野村の佐々木惣吉が中手の優良品種として評判の「関取米」を発見した。関取米の誕生を知り、松岡直右衛門自身も竹成の風土に合う稲を品種改良して作り出したいと念願していた。
直右衛門は、三重県菰野町で生産されていたイネの品種「千本選」のなかから1穂に300粒の籾殻（もみがら）がつく短稈の珍しい変種を発見した。1875年（明治8年）の春に、品種改良した竹成米の種をまき、苗を試験的な実験台の田んぼへ移植して育成する生育研究の結果、1875年（明治8年）の秋に7升と5合の原料の原種を獲得できた。稲の生育実験として竹成米の栽培は年に1回だけ実施され、竹成米の新しい品種の特性を固定させる目的で数年間実験された。1877年（明治10年）に実験された結果さら品種が良質であると自信ができ、菰野町周辺の以下の地域に竹成米を広めた。
1. 朝明郡
2. 三重郡
3. 員弁郡
4. 桑名郡

三重郡内と朝明郡内の複数の村々の農家は、競争して竹成米を栽培した。分与を受けた菰野の村人は、直右衛門の名前から「直」ように、倒伏するくらいに良くできる良質であると、一反に十俵の収穫があるほど優秀であるということから「倒十」と命名した。竹成村の里正職であった鈴木又市は「倒十」の名称を改称して「竹成」と命名した。竹成村内に採種田を設置して、三重郡の農業会の活動で自分の村の稲穂の品種の「竹成」の種子の普及活動と遺伝子の頒布を推進した。
この直右衛門が開発した竹成米は品質が良質であった事から、三重県から三重県内の農家の4大品種の一つとして奨励された。1899年（明治32年）には東海地方全域の東海一円に竹成米が拡大して、1905年（明治38年）には関東地方・中国地方・四国地方にまで伝播して竹成米が栽培されるようになった。明治時代には太平洋側の代表的な稲の品種となった。
竹成米の品種の特徴は、草丈が短かいこと、分けつ性の盛んなことである。明治時代の農家で日本の稲作産業が自給肥料の生産方式から、にしん粕・ほしかを使用する多くの肥料による多肥栽培に移行する農業革命と農業技術の革新の時期であり、この条件に最低な稲穂が要望されていた。「竹成米」の登場は明治時代の農家の農業技術革新の要求に答えるものであった。
「竹成米」を参考にした複数の新しい稲の品種も育成された。代表的な品種は、1926年（大正15年）に愛知県の農業試験で「京都旭米」と「竹成米」を合体させて交配した「愛知旭」である。戦前には菰野で新しい品種が生産された。また、竹成米は以下の品種の参考ともなった。
1. 農林3号
2. 関東2号
3. 東山19号

## 顕彰
1898年（明治31年）に三重県知事より功労に対して木灰1個を下賜された。1901年（明治34年）5月には5つの県の総合共進会からの推挙により第4次伊藤内閣の林有造農商務大臣より褒状を授与して功労者として追賞された。前田利右衛門の鹿児島県前田家と二宮尊徳の二宮家と並ぶ日本国内で数少ない名門農業家系となった菰野松岡家である。
三重郡菰野町の竹成五百羅漢のある大日堂の境内に竹成米広益碑という1918年（大正7年）6月に建立された竹成米の顕彰碑がある。